# Adrian Lyne
Adrian Lyne (Peterborough, 4 de març de 1941) és un productor i director de cinema anglès.

## Biografia
Adrian Lyne va néixer a Peterborough, al comtat de Cambridgeshire, Anglaterra, tot i que es va criar a Londres. Va estudiar a la Highgate School i a la dècada del 1970 va rodar els seus primers curts, The Table i Mr. Smith, inspirat per la Nouvelle Vague. També va realitzar nombrosos espots publicitaris.
El 1980, va publicar el seu primer llargmetratge com a director, Dies d'adolescència (Foxes). El film aixeca un retrat de quatre adolescents sobre fons de sexe, droga i autoritat parental. Amb Laura Dern i Jodie Foster.
El 1983, accedeix a la notorietat realitzant Flashdance, que és un enorme èxit mundial. El 1986, canvia de registre amb un film tòrrid d'estètica refinada: 9 setmanes 1/2 amb Kim Basinger i Mickey Rourke. Continua amb el thriller Atracció fatal, amb Michael Douglas i Glenn Close. Nou èxit, el film aconsegueix sis nominacions als Oscars 1988 (millor film, millor actriu, millor actriu secundària, millor guió adaptat i millor muntatge).
El 1990, es troba amb un primer fracàs comercial amb L'escala de Jacob, una obra fantàstica més personal sobre els malsons i al·lucinacions d'un vell combatent del Vietnam encarnat per Tim Robbins. Adrian Lyne torna llavors al seu gènere de predilecció, les històries d'amor sulfuroses, amb Una proposició indecent l'any 1993. Hi dirigeix Robert Redford i Demi Moore.
El 1997, adapta la novel·la Lolita de Vladímir Nabókov. Però el film rep els llamps de la censura que obliga a nombrosos talls sobretot per les escenes d'amor entre Jeremy Irons i el adolescent Dominique Swain. El 2002, signa el remake de La Femme infidèl (1969) de Claude Chabrol, titulat Unfaithful.
El 2012, torna amb el projecte Back Roads, de la novel·la El Temps de la còlera de Tawni O'Dell.

## Filmografia
Les seves pel·lícules més destacades són:

### Director
- 1980 : Dies d'adolescència (Foxes)
- 1983 : Flashdance[cal citació]
- 1983 : Maniac (clip)
- 1986 : Nou setmanes i mitja (Nine 1/2 Weeks)
- 1987 : Atracció fatal (Fatal Atracció)
- 1990 : L'escala de Jacob (Jacob's Ladder)
- 1993 : Una proposició indecent (Indecent Proposal)
- 1997 : Lolita
- 2002 : Unfaithful (Unfaithful)
- pròximament: Back Roads

### Productor
- 2002 : Infidel (Unfaithful)

## Premis i nominacions

### Premis
- Premi Hochi Film 1983 : millor film estranger per Flashdance
- Premi Blue Ribbon 1984 : millor film estranger per Flashdance
- Festival internacional de cinema fantàstic d'Avoriaz 1991 : premi del públic per L'escala de Jacob

### Nominacions
- Oscars 1988: millor realitzador per Atracció fatal
- Premis Globus d'Or 1988 : Globus d'Or al millor director per Atracció fatal
- Premi Directors Guild of America 1988: millor realització per Atracció fatal
- Premis Razzie 1994 : pitjor realitzador per Una proposició indecent